# Alisson
Alisson Ramses Becker (wym. [ˈalisõ ˈbɛkeɾ], ur. 2 października 1992 w Novo Hamburgo) – brazylijski piłkarz, występujący na pozycji bramkarza w angielskim klubie Liverpool oraz w reprezentacji Brazylii.

## Kariera klubowa

### Początki
Urodził się w Novo Hamburgo i już w 2002 w wieku dziesięciu lat dołączył do zespołu młodzieżowego SC Internacional.

### Internacional
W dorosłej drużynie zadebiutował 17 lutego 2013 w zremisowanym meczu z Cruzeiro Porto Alegre. 23 sierpnia zadebiutował w rozgrywkach brazylijskiej Serie A. Zagrał przez pełne 90 minut spotkania z Goiás Goiânia. W pierwszym swoim sezonie zagrał sześciokrotnie. W 2015 został pierwszym bramkarzem drużyny.
4 lutego 2016 podpisał wstępną umowę z włoskim klubem AS Roma, związując się pięcioletnim kontraktem za łączną kwotę 7,5 mln euro. Ostatni mecz zagrał 15 maja 2016, zachowując czyste konto w domowym spotkaniu z Chapecoense. Podczas czterech lat spędzonych w zespole Internacional, rozegrał ponad 100 występów we wszystkich rozgrywkach i zdobył tytuł Campeonato Gaúcho w każdym sezonie.

### AS Roma
W lipcu 2016 przeniósł się do włoskiej drużyny – AS Roma. Zadebiutował 17 sierpnia 2016 roku, w zremisowanym 1:1 meczu Ligi Mistrzów z FC Porto, ale większość sezonu spędził jako zmiennik Wojciecha Szczęsnego. Ostatecznie rozegrał 15 występów we wszystkich rozgrywkach, ale nie wystąpił w żadnym meczu ligowym. Na początku kolejnego sezonu Szczęsny odszedł do Juventusu, a Alisson wywalczył miejsce w podstawowym składzie. Później wyjawił, że rozważałby opuszczenie Romy, gdyby nie zagwarantowano mu więcej minut na boisku. Alisson ostatecznie zadebiutował w Serie A w zwycięskim spotkaniu 1:0 przeciwko Atalancie. Był chwalony za występy w Lidze Mistrzów i odegrał kluczową rolę w tych rozgrywkach, prowadząc Rzymian aż do półfinału. Klub nie stracił ani jednego gola na Stadio Olimpico w Champions League, aż do meczu z Liverpoolem.

### Liverpool
19 lipca 2018 roku oficjalna strona Liverpoolu poinformowała o transferze Alissona, który według medialnych spekulacji miał kosztować klub z Anfield 66,8 mln funtów (ok. 70–72,5 mln euro). W tym czasie była to najwyższa w historii kwota zapłacona za bramkarza. Rekord ten został pobity niespełna miesiąc później podczas transferu Kepy Arrizabalagi z Athleticu Bilbao do Chelsea.

## Kariera reprezentacyjna
Alisson reprezentował Brazylię U-17 i U-20. Nowy szkoleniowiec dorosłej kadry Dunga powołał go do reprezentacji na mecze eliminacyjne do Mistrzostw Świata 2018 przeciwko Chile i Wenezueli. W dorosłej kadrze zadebiutował 13 października 2015. W maju 2018 został powołany do 23-osobowej drużyny Brazylii na Mundial w Rosji. Selekcjoner Tite zadecydował, że Alisson będzie bramkarzem numer „1” na tej imprezie. 17 czerwca zadebiutował na Mistrzostwach Świata w zremisowanym grupowym starciu ze Szwajcarią, zakończonym remisem 1:1. W kolejnych dwóch meczach Canarinhos odnieśli pewne zwycięstwa, a Alisson zachował czyste konto w każdym z tych spotkań. W 1/8 finału Brazylia bez większych problemów pokonała Meksyk 2:0, a w ćwierćfinale przeciwko Belgii musiała uznać wyższość Czerwonych Diabłów, przegrywając stosunkiem 1:2. Tym samym Alisson w pięciu rozegranych meczach zdołał zachować trzy czyste konta.

## Statystyki kariery
Aktualne na dzień 20 maja 2023
| 2013               | SC Internacional   | Série A            | 6   | 0 | 1  | 0 | 2  | 0 | — | — | 0  | 0 | — | — | 9   | 0 |
| 2014               | SC Internacional   | Série A            | 11  | 0 | 3  | 0 | 0  | 0 | — | — | 0  | 0 | — | — | 14  | 0 |
| 2015               | SC Internacional   | Série A            | 26  | 0 | 15 | 0 | 4  | 0 | — | — | 12 | 0 | — | — | 57  | 0 |
| 2016               | SC Internacional   | Série A            | 1   | 0 | 17 | 0 | 0  | 0 | — | — | 0  | 0 | 3 | 0 | 21  | 0 |
| 2016/17            | AS Roma            | Serie A            | 0   | 0 | —  | — | 4  | 0 | — | — | 11 | 0 | — | — | 15  | 0 |
| 2017/18            | AS Roma            | Serie A            | 37  | 0 | —  | — | 0  | 0 | — | — | 12 | 0 | — | — | 49  | 0 |
| 2018/19            | Liverpool          | Premier League     | 38  | 0 | —  | — | 0  | 0 | 0 | 0 | 13 | 0 | — | — | 51  | 0 |
| 2019/20            | Liverpool          | Premier League     | 29  | 0 | —  | — | 0  | 0 | 0 | 0 | 5  | 0 | 3 | 0 | 37  | 0 |
| 2020/21            | Liverpool          | Premier League     | 33  | 1 | —  | — | 1  | 0 | 0 | 0 | 7  | 0 | 1 | 0 | 42  | 1 |
| 2021/22            | Liverpool          | Premier League     | 36  | 0 | —  | — | 4  | 0 | 1 | 0 | 13 | 0 | — | — | 54  | 0 |
| 2022/23            | Liverpool          | Premier League     | 37  | 0 | —  | — | 2  | 0 | 0 | 0 | 8  | 0 | — | — | 47  | 0 |
| Łącznie w karierze | Łącznie w karierze | Łącznie w karierze | 254 | 1 | 36 | 0 | 17 | 0 | 1 | 0 | 81 | 0 | 7 | 0 | 396 | 1 |

## Sukcesy

### Internacional
- Campeonato Gaúcho: 2013, 2014, 2015, 2016

### Liverpool
- Mistrzostwo Anglii: 2019/20, 2024/2025
- Liga Mistrzów UEFA: 2018/2019
- Klubowe mistrzostwo świata: 2019

### Reprezentacyjne
- Copa América: 2019
- Turniej w Tulonie: 2013

### Wyróżnienia
- Bramkarz roku Serie A: 2017/2018
- Drużyna sezonu Serie A: 2017/2018
- Najlepszy bramkarz świata wg Goal 50: 2018
- Bramkarz roku Globe Soccer Awards: 2018
- Drużyna sezonu Ligi Mistrzów UEFA: 2017/2018[16], 2018/2019
- Najlepszy bramkarz Ligi Mistrzów: 2018/2019
- Złota rękawica Premier League: 2018/2019
- Najlepszy bramkarz Copa América: 2019
- Drużyna turnieju Copa América: 2019
- Drużyna roku według FIFPro: 2019
- Najlepszy bramkarz według FIFA: 2019
- Najlepszy bramkarz według IFFHS: 2019
- Drużyna roku według IFFHS: 2019
- Yashin Trophy: 2019

## Życie prywatne
Starszy brat Alissona – Muriel również jest bramkarzem, obaj są katolikami
22 czerwca 2015 Alisson ożenił się z Natalią Loewe.